# Суизеи
Суизеи (綏靖天皇 Suizei-tennō) (може се изговарати и као Суисеи) био је други цар Јапана. Познат је и под пуним титуларним називом Каму-нуна-каха-мими но микото и део је митолошких царева који су владали Јапаном.
Није остало записано кад је рођен али се сматра да је био на власти у периоду од 581. до 549. п. н. е.

## О владару
Данашњи истраживачи сумњају у постојаност девет првих царева Јапана класификујући их у тз. митолошке цареве али се ипак од Суизеијевог претходника Суџина, сматра да су ови цареви на неки начин заиста постојали. Име „Суизеи“ је постхумно име које му по јапанском обичају додељено после смрти. Пошто нема пуно сачуваних информација, мало тога се зна о њему. 
Већина информација долази из старих записа. У Коџикију је забележено име и генеалогија као и опис како је дошао на власт док је Нихон шоки нешто опширнији, иако су њени текстови митолошког карактера под утицајем кинеских легенди. 
По Коџикију, Суизеи је био млађи син Џинмуове главне жене Исукејори и његов старији брат Камујави је требало да наследи трон. Ипак по смрти Џинмуа, Тагиши, син друге цареве жене Ахирацу, покушао је да уграби власт. Суизеи је зато посаветовао свог старијег брата да убије Тагишија али пошто се он уплашио и није могао то да учини, Суизеи је то урадио уместо њега. Видевши то, Камуја је одлучио да пренесе власт свом млађем брату јер по храбрости више заслужује да влада. Прича указује на стару праксу ултимонегитуре где је најмлађи наследник имао највише права да наследи трон. Њега је касније заменио систем примогенитуре где је то право добијао прворођени.
Џиен, јапански песник, писац и будистички монах из 12. века оставио је запис да је Суизеи заиста био син Џинмуа и да је владао из палате „Такаока но Мија“ у Кацурагију, што ће касније бити познато као провинција Јамато (данашња Нара).
Суизеи-тено је посмртно име цара које у преводу значи „радостан и здрав мир“. Сугерише се да је то име изведено из кинеске форме и може се повезати са будизмом који је касније дошао у Јапан, што говори да је тај назив додељен доста касније, вероватно у време када је Коџики написан.
Није познато где се налази гроб цара Суизеија па се уместо тога традиционално поштује у шинтоистичком храму „Мисасаги“ у Нари. Тамо је и његов званични маузолејум назван „Цукида но ока но е но мисасаги“.